# Pollenia pumila
Pollenia pumila este o specie de muște din genul Pollenia, familia Calliphoridae. A fost descrisă pentru prima dată de Robineau-desvoidy în anul 1830.
Este endemică în Franța. Conform Catalogue of Life specia Pollenia pumila nu are subspecii cunoscute.